# Nonsensinskrift
Nonsensinskrifter, även kallade icke-lexikala inskrifter, avser runinskrifter som saknar språklig betydelse.

## Lista på nonsensinskrifter
- Närkes runinskrifter 19
- Södermanlands runinskrifter 93
- Södermanlands runinskrifter 225
- Södermanlands runinskrifter 261
- Danmarks runinskrifter 187, Sørupstenen, vilken också har föreslagits vara skriven på baskiska
- Upplands runinskrifter 483
- Upplands runinskrifter 487
- Upplands runinskrifter 835
- Upplands runinskrifter 888
- Upplands runinskrifter 1061
- Upplands runinskrifter 1175
- Upplands runinskrifter 1179
- Upplands runinskrifter 1180
- Östergötlands runinskrifter 137